# Elezioni politiche in Italia del 1921
Le elezioni politiche in Italia del 1921 per l'elezione della Camera dei deputati si svolsero il 15 maggio 1921.

## Contesto storico
Furono le prime elezioni a cui parteciparono i votanti dei territori neoannessi della Venezia Tridentina e della Venezia Giulia.
I deputati vennero aumentati da 508 a 535, eletti in 40 collegi elettorali.

## Diritto di voto
Avevano diritto al voto tutti i cittadini di sesso maschile maggiorenni, ovvero che avessero compiuti i 21 anni.

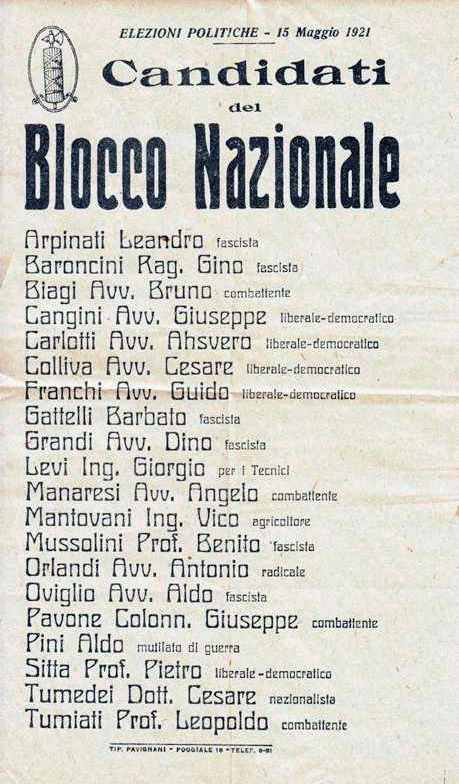
Candidati del Blocco Nazionale a Bologna

Schema di scheda elettorale con simbolo del Blocco nazionale

## Modalità di voto
Il presidente del seggio consegnava all'elettore una busta ufficiale indicandogli di inserirvi una scheda ufficiale di lista non piegata. La scheda consisteva in un quadrato di carta bianca di 12 centimetri di lato che riportava il simbolo della lista e uno spazio per le preferenze (da una a quattro in relazione al numero di deputati eletti nel collegio); le schede potevano essere consegnate dai rappresentanti di lista, ma senza alcuna "esortazione o pressione" verso l'elettore.
L'elettore, inserita la scheda di propria scelta, sigillava la busta e la riconsegnava al presidente.

## Liste
Alle elezioni nessun partito riuscì a presentarsi in tutti i 40 collegi in cui era divisa l'Italia.
Solo il Partito Socialista Italiano e il Partito Popolare Italiano riuscirono a presentarsi in modo uniforme in quasi tutti i collegi col medesimo contrassegno (38 per il PSI, 37 per il PPI), rispettivamente la falce e martello e lo scudo crociato; tutte le altre forze politiche si presentarono con nomi e simboli diversi da collegio a collegio. Si potevano contare 281 simboli per 1.260 candidati.
1. Partito Socialista Italiano - 38 liste[1]
2. Partito Popolare Italiano - 37 liste[2]
3. Partito Comunista - 28 liste
4. Blocchi nazionali - 22 liste
5. Partito Liberale Democratico - 20 liste con diverse denominazioni
  - Partito liberale democratico
  - Partito democratico
  - Unione democratica
  - Fascio democratico
  - Unione costituzionale democratica
  - Partito costituzionale democratico
6. Partito Liberale - 15 liste con diverse denominazioni
  - Concentrazione liberale
  - Uniona nazionale
  - Unione costituzionale
  - Costituzionale indipendente
  - Liberale costituzionale
  - Blocco nazionale di avanguardia
  - Blocchisti dissidenti
7. Partito Repubblicano Italiano - 13 liste
8. Partito Democratico Sociale - 7 liste con diverse denominazioni 
  - Partito democratico sociale
  - Alleanza democratica sociale
  - Alleanza democratica progressista
9. Partito Democratico Riformista - 7 liste cone due denominazioni diverse
  - Partito demoriformista
  - Partito radico-riformista
10. Partito dei combattenti - 6 liste
11. Partito Economico - 6 liste con diverse denominazioni
  - Partito agrario
  - Blocco economico
  - Federazione pensionati dello Stato
  - Indipendenti
12. Liste di slavi e di tedeschi - 5 liste con diverse denominazioni
  - Blocco dei partiti tedeschi
  - Concentrazione slava
  - Autonomista tirolese
13. Popolari dissidenti e Partito cristiano del lavoro - 4 liste
14. Socialisti indipendenti - 4 liste
15. Fascista e Fascio italiano di combattimento - 2 liste

## Risultati
Dati ufficiali delle votazioni.
| Partito                            | Partito                                        | Risultati  | Risultati | Risultati | Seggi | Seggi |
| Partito                            | Partito                                        | Voti       | %         | ±         | Num   | ±     |
| ---------------------------------- | ---------------------------------------------- | ---------- | --------- | --------- | ----- | ----- |
|                                    | 1. Socialista ufficiale                        | 1 631 435  | 24,69     | n.d.      | 123   | n.d.  |
|                                    | 2. Popolare                                    | 1 347 305  | 20,39     | n.d.      | 108   | n.d.  |
|                                    | 3. Blocchi nazionali                           | 1 260 007  | 19,07     | n.d.      | 105   | n.d.  |
|                                    | 4. Liberale democratico                        | 684 855    | 10,36     | n.d.      | 68    | n.d.  |
|                                    | 5. Liberale                                    | 470 605    | 7,12      | n.d.      | 43    | n.d.  |
|                                    | 6. Democratico sociale                         | 309 191    | 4,68      | n.d.      | 29    | n.d.  |
|                                    | 7. Comunista                                   | 304 719    | 4,61      | n.d.      | 15    | n.d.  |
|                                    | 8. Repubblicano                                | 124 924    | 1,89      | n.d.      | 6     | n.d.  |
|                                    | 9. Democratico riformista                      | 122 087    | 1,85      | n.d.      | 11    | n.d.  |
|                                    | 10. Combattenti                                | 113 839    | 1,72      | n.d.      | 10    | n.d.  |
|                                    | 11. Liste di slavi e di tedeschi               | 88 648     | 1,34      | n.d.      | 9     | n.d.  |
|                                    | 12. Economico                                  | 53 382     | 0,81      | n.d.      | 5     | n.d.  |
|                                    | 13. Socialisti indipendenti                    | 37 892     | 0,57      | n.d.      | 1     | n.d.  |
|                                    | 14. Popolari dissidenti e Cristiani del lavoro | 29 703     | 0,45      | n.d.      | 0     | n.d.  |
|                                    | 15. Fascista                                   | 29 549     | 0,45      | n.d.      | 2     | n.d.  |
|                                    |                                                |            |           |           |       |       |
| Iscritti                           | Iscritti                                       | 11 477 210 | 100,00    |           |       |       |
| ↳ Votanti (% su iscritti)          | ↳ Votanti (% su iscritti)                      | 6 701 496  | 58,39     | n.d.      |       |       |
| ↳ Voti validi (% su votanti)       | ↳ Voti validi (% su votanti)                   | 6 608 141  | 98,61     |           |       |       |
| ↳ Schede non valide (% su votanti) | ↳ Schede non valide (% su votanti)             | 93 355     | 1,39      |           |       |       |
| ↳ Astenuti (% su iscritti)         | ↳ Astenuti (% su iscritti)                     | 4 775 714  | 41,61     |           |       |       |

Nelle elezioni del 1921 i Fasci italiani di combattimento si presentarono quasi ovunque nelle liste dei Blocchi Nazionali assieme ai liberali ed elessero 35 deputati, tra i quali Benito Mussolini che risultò il terzo deputato più votato d'Italia.
L'elezione di tre deputati fascisti Farinacci, Grandi e Bottai fu invalidata nel 1922, poiché al momento dell'elezione erano tutti sotto l'età minima (trent'anni).

### Deputati eletti per collegio
| Collegio    | Eletti | Eletti per partito | Eletti per partito | Eletti per partito | Eletti per partito | Eletti per partito | Eletti per partito | Eletti per partito | Eletti per partito | Eletti per partito | Eletti per partito | Eletti per partito | Eletti per partito | Eletti per partito | Eletti per partito | Eletti per partito |
| Collegio    | Eletti | 1                  | 2                  | 3                  | 4                  | 5                  | 6                  | 7                  | 8                  | 9                  | 10                 | 11                 | 12                 | 13                 | 14                 | 15                 |
| ----------- | ------ | ------------------ | ------------------ | ------------------ | ------------------ | ------------------ | ------------------ | ------------------ | ------------------ | ------------------ | ------------------ | ------------------ | ------------------ | ------------------ | ------------------ | ------------------ |
| Alessandria | 13     | 4                  | 3                  | 4                  |                    |                    |                    | 2                  |                    |                    |                    |                    |                    |                    |                    |                    |
| Ancona      | 17     | 4                  | 5                  | 5                  | 1                  |                    |                    | 1                  | 1                  | 0                  |                    |                    |                    |                    |                    |                    |
| Aquila      | 18     | 3                  | 1                  |                    |                    | 14                 |                    | 0                  |                    |                    |                    |                    |                    |                    |                    |                    |
| Bari        | 18     | 5                  | 1                  | 11                 |                    | 1                  |                    | 0                  | 0                  | 0                  |                    |                    |                    |                    |                    |                    |
| Benevento   | 18     | 0                  | 2                  |                    | 4                  |                    | 6                  |                    |                    | 2                  | 3                  |                    | 1                  |                    |                    |                    |
| Bologna     | 20     | 7                  | 3                  | 6                  |                    |                    |                    | 2                  | 2                  |                    |                    |                    |                    |                    |                    |                    |
| Brescia     | 15     | 4                  | 8                  | 3                  |                    |                    |                    | 0                  |                    |                    | 0                  |                    |                    |                    | 0                  |                    |
| Cagliari    | 12     | 1                  | 1                  | 6                  |                    |                    |                    |                    |                    |                    | 4                  |                    |                    |                    |                    |                    |
| Caserta     | 13     | 1                  | 2                  |                    | 8                  |                    | 2                  | 0                  |                    |                    |                    |                    |                    |                    |                    |                    |
| Catania     | 24     | 1                  | 2                  |                    | 3                  | 5                  | 11                 | 0                  |                    | 2                  |                    |                    |                    |                    |                    |                    |
| Catanzaro   | 23     | 2                  | 4                  |                    | 14                 |                    |                    | 0                  |                    |                    | 3                  |                    |                    |                    |                    |                    |
| Como        | 11     | 4                  | 4                  | 3                  |                    |                    |                    | 0                  |                    |                    |                    |                    |                    |                    |                    |                    |
| Cuneo       | 12     | 1                  | 4                  |                    | 6                  |                    |                    | 0                  |                    |                    |                    |                    | 1                  |                    |                    |                    |
| Firenze     | 14     | 4                  | 3                  | 5                  |                    |                    |                    | 2                  | 0                  |                    |                    |                    |                    |                    |                    |                    |
| Genova      | 17     | 4                  | 5                  | 6                  |                    |                    |                    | 1                  |                    |                    | 0                  |                    | 0                  | 1                  |                    |                    |
| Girgenti    | 16     | 2                  | 3                  |                    | 2                  |                    | 7                  | 0                  |                    | 2                  |                    |                    |                    |                    |                    |                    |
| Lecce       | 10     | 1                  | 1                  |                    | 6                  | 2                  |                    | 0                  |                    |                    |                    |                    |                    |                    |                    |                    |
| Mantova     | 10     | 5                  | 1                  | 4                  |                    |                    |                    | 0                  |                    |                    |                    |                    |                    |                    |                    |                    |
| Milano      | 28     | 14                 | 6                  | 7                  |                    |                    |                    | 1                  |                    |                    |                    |                    |                    |                    |                    |                    |
| Napoli      | 17     | 3                  | 3                  |                    | 7                  |                    | 3                  | 0                  |                    |                    |                    |                    |                    |                    |                    | 1                  |
| Novara      | 12     | 6                  | 1                  |                    | 0                  | 4                  |                    | 1                  |                    |                    |                    |                    |                    |                    |                    |                    |
| Padova      | 11     | 3                  | 4                  | 4                  |                    |                    |                    |                    | 0                  |                    |                    |                    |                    |                    |                    |                    |
| Palermo     | 12     | 0                  | 2                  |                    | 1                  | 6                  |                    |                    |                    |                    |                    |                    | 3                  |                    |                    |                    |
| Parma       | 19     | 7                  | 5                  | 7                  |                    |                    |                    |                    |                    |                    |                    |                    |                    | 0                  |                    |                    |
| Perugia     | 10     | 3                  | 1                  | 6                  |                    |                    |                    |                    | 0                  |                    |                    |                    |                    |                    |                    |                    |
| Pisa        | 15     | 4                  | 3                  | 5                  |                    | 1                  |                    | 1                  | 1                  |                    |                    |                    |                    |                    |                    |                    |
| Potenza     | 10     | 1                  | 0                  |                    | 4                  | 5                  |                    |                    |                    |                    |                    |                    |                    | 0                  |                    |                    |
| Roma        | 15     | 4                  | 3                  | 7                  |                    |                    |                    | 0                  | 1                  |                    |                    |                    | 0                  |                    |                    |                    |
| Salerno     | 10     | 0                  | 1                  |                    | 4                  |                    |                    |                    |                    | 5                  |                    |                    |                    |                    |                    |                    |
| Siena       | 10     | 4                  | 2                  | 4                  |                    |                    |                    | 0                  | 0                  |                    |                    |                    |                    |                    |                    |                    |
| Torino      | 19     | 5                  | 4                  |                    | 8                  |                    |                    | 2                  |                    |                    |                    |                    |                    |                    |                    |                    |
| Udine       | 12     | 5                  | 4                  |                    |                    | 3                  |                    |                    |                    |                    |                    |                    |                    |                    |                    |                    |
| Venezia     | 13     | 4                  | 5                  | 3                  | 0                  |                    |                    | 0                  | 1                  |                    |                    |                    |                    |                    | 0                  |                    |
| Verona      | 14     | 5                  | 6                  |                    |                    | 2                  |                    | 0                  |                    |                    |                    |                    |                    |                    | 0                  | 1                  |
| Trento      | 7      | 2                  | 5                  |                    | 0                  |                    |                    |                    |                    |                    |                    | 0                  | 0                  |                    |                    |                    |
| Bolzano     | 4      |                    |                    |                    |                    |                    | 0                  |                    |                    |                    |                    | 4                  |                    |                    |                    |                    |
| Trieste     | 4      | 0                  |                    | 3                  |                    |                    |                    | 1                  | 0                  |                    |                    | 0                  |                    |                    |                    |                    |
| Gorizia     | 5      | 0                  | 0                  | 0                  |                    |                    |                    | 1                  | 0                  |                    |                    | 4                  |                    |                    |                    |                    |
| Parenzo     | 6      | 0                  | 0                  | 5                  |                    |                    |                    | 0                  | 0                  |                    |                    | 1                  |                    |                    |                    |                    |
| Zara        | 1      |                    |                    | 1                  |                    |                    |                    |                    |                    |                    |                    |                    |                    |                    |                    |                    |
|             |        |                    |                    |                    |                    |                    |                    |                    |                    |                    |                    |                    |                    |                    |                    |                    |
| Totale      | 535    | 123                | 108                | 105                | 68                 | 43                 | 29                 | 15                 | 6                  | 11                 | 10                 | 9                  | 5                  | 1                  | 0                  | 2                  |

### Eletti

La composizione della Camera dei Deputati della XXVI Legislatura del Regno d'Italia.

Attribuzione finale dei seggi, per partito, alla Camera.
| Coalizione        | Partito                              | Seggi     |
| ----------------- | ------------------------------------ | --------- |
|                   | Partito Socialista Italiano          | 123 / 535 |
|                   | Partito Popolare Italiano            | 108 / 535 |
| Blocchi Nazionali | Liberali giolittiani                 | 58 / 535  |
| Blocchi Nazionali | Fasci italiani di combattimento      | 37 / 535  |
| Blocchi Nazionali | Associazione Nazionalista Italiana   | 12 / 535  |
|                   | Partito Liberale Democratico         | 68 / 535  |
|                   | Liberali                             | 43 / 535  |
|                   | Partito Democratico Sociale Italiano | 29 / 535  |
|                   | Partito Comunista d'Italia           | 15 / 535  |
|                   | Partito Democratico Riformista       | 11 / 535  |
|                   | Partito dei Combattenti              | 10 / 535  |
|                   | Liste di slavi e di tedeschi         | 9 / 535   |
|                   | Partito Repubblicano Italiano        | 6 / 535   |
|                   | Partito Economico                    | 5 / 535   |
|                   | Socialisti indipendenti              | 1 / 535   |